# Demetrio Fernández González
Demetrio Fernández González (El Puente del Arzobispo, 15 de febrero de 1950) es un sacerdote católico, profesor y teólogo español, obispo de Tarazona, entre 2004 y 2010, y obispo de Córdoba entre 2010 y 2025.

## Biografía

### Primeros años
Nació el 15 de febrero de 1950, en la localidad española de El Puente del Arzobispo, Toledo; en el seno de una familia profundamente católica. Hijo de Demetrio Fernández († 1991) y Trinidad González († 2008); siendo el menor de cuatro hermanos, uno de los cuales murió en la infancia. Su hermana María Teresa († 2022) fue religiosa de las Misioneras Cruzadas de la Iglesia, mientras que su hermano Teodoro se casó y tuvo dos hijos. 
Descubrió su vocación religiosa a la edad de siete años y se desempeñó como monaguillo en la parroquia de Santa Catalina. Su párroco lo preparó cuidadosamente para ingresar al seminario.

### Formación
En 1961 ingresó al Seminario Menor de Talavera de la Reina, donde permaneció hasta su cierre en 1965. Posteriormente, continuó sus estudios en el Seminario Menor de Toledo, cursando 5° de Latín y Humanidades hasta 1969, año en que también trabajó como maestro de escuela primaria. Completó los estudios de Filosofía en el Seminario Mayor de Toledo (1966-1969), y los de Teología en el Seminario Mayor de Palencia, entre 1970 y 1974.
En 1977 fue enviado a estudiar en la Pontificia Universidad Gregoriana, siendo alumno del Pontificio Colegio Español en Roma; donde obtuvo la licenciatura en Teología dogmática en 1980. También comenzó estudios de Derecho canónico, que continuó en la Universidad Pontificia de Salamanca.
Mientras estudiaba en Roma por segunda vez, en 1981, contrajo una enfermedad incurable que lo mantuvo postrado en cama durante un año. Con 33 años y nueve como sacerdote, se preparó «para la muerte que llegaba inminente». Entonces, un médico endocrinólogo, discípulo del doctor Marañón acertó con el tratamiento, permitiéndole una lenta recuperación durante varios años «hasta que, por intercesión del venerable José María García Lahiguera y la oración de sus hijas Oblatas, fui curado milagrosamente de la noche a la mañana... Aquel año 1982-1983 entendí como nunca y para siempre en medio de la enfermedad que mi vida era toda para el Señor».
En 1993, fue enviado a cursar estudios en la Universidad Pontificia Salesiana, siendo alumno del Centro Español de Estudios Eclesiásticos, donde presentó su tesis doctoral: «Cristocentrismo de Juan Pablo II» (2002).
Es políglota, ya que sabe: español, italiano, francés, además, conoce las lenguas clásicas (latín y griego), y el inglés.

### Sacerdocio
Fue ordenado diácono el 5 de mayo de 1974, en Toledo; a manos del arzobispo Marcelo González Martín. Su ordenación sacerdotal fue el 22 de diciembre del mismo año, en el mismo lugar, a manos del mismo arzobispo; incardinándose en la archidiócesis de Toledo. Ese mismo día, celebró su primera misa en su pueblo natal.
Como sacerdote desempeñó los siguientes ministerios:
- Vicario coadjutor de El Buen Pastor, en Toledo (1974-1977).
- Capellán del Colegio Vedruna (1976).
- Vicario coadjutor de los Santos Justo y Pastor, y San Ildefonso (1980-1983).
- Profesor de Cristología y Soteriología en el Seminario Mayor de Toledo (1980-2005).
- Vicerrector (1983-1986) y rector (1986-1992)[8] del Seminario Mayor Santa Leocadia, para vocaciones de adultos.
- Consiliario diocesano de Acción Católica de la Mujer y Manos Unidas (1983-1996).
- Provicario general diocesano (1992-1996).[8]
- Delegado episcopal para la Vida Consagrada (1996-1998).
- Párroco de Santo Tomé de Toledo (1996-2004).
- Delegado de Evangelización y Doctrina de la Fe y director de los Secretariados diocesanos de Doctrina de la Fe y de Relaciones Interconfesionales (1998-2004).[9]
- Miembro del Consejo Presbiteral.
- Miembro del Colegio de Consultores.
- Miembro del Consejo diocesano de Pastoral.

Tiene publicaciones sobre teología, historia y espiritualidad, además de numerosos artículos en revistas especializadas.

## Episcopado

### Obispo de Tarazona
El 9 de diciembre de 2004, el papa Juan Pablo II lo nombró obispo de Tarazona. Fue consagrado el 9 de enero de 2005, en la Real Monasterio de Santa María de Veruela (sede provisional en ese momento de la catedral), a manos del arzobispo Manuel Monteiro de Castro. Tomó posesión canónica el mismo día de su ordenación.
Durante su pontificado turiasonense ordenó 15 sacerdotes, diocesanos y religiosos.
En la Conferencia Episcopal Española (CEE), fue miembro de las Comisiones Episcopales de Doctrina de la Fe (2005-2011); de Vida Consagrada (2005-2011); y de Patrimonio Cultural (2008-2011).

### Obispo de Córdoba

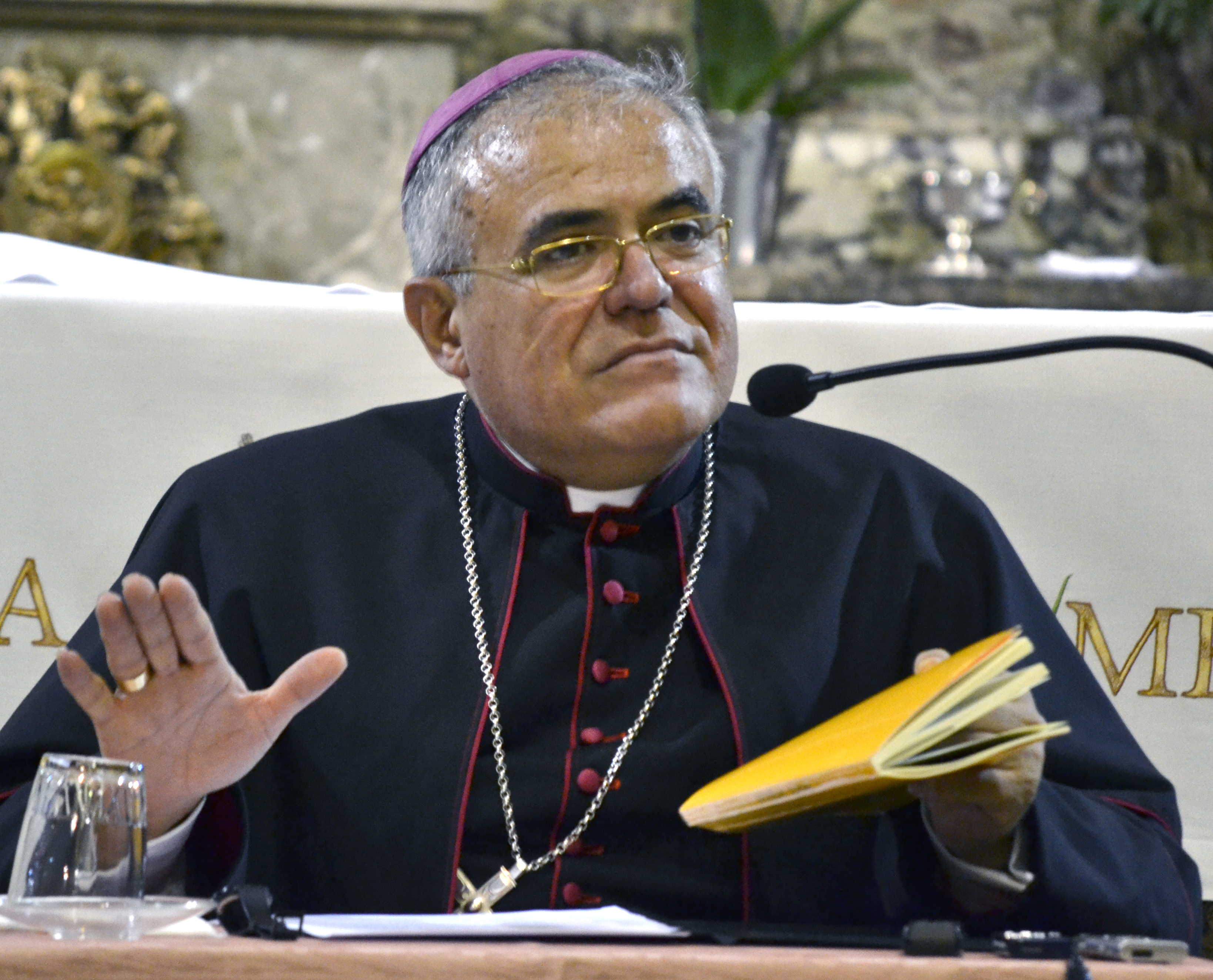
Demetrio Fernández durante una conferencia sobre Cristología (2011).

El 18 de febrero de 2010, el papa Benedicto XVI lo nombró obispo de Córdoba. Tomó posesión canónica de la sede de Osio el 20 de marzo del mismo año, durante una ceremonia en la Mezquita-catedral de Córdoba. Ejerció de administrador apostólico sede vacante de Tarazona hasta el 19 de marzo de 2011.
Sobre el cambio de Aragón a Andalucía comentó que le costó menos trabajo adaptarse a Córdoba, puesto que “el andaluz es más expresivo y simpático.”
El 1 de enero de 2018, fue nombrado miembro de la Congregación para las Causas de los Santos ad quinquennium. El 5 de diciembre de 2022, fue confirmado como miembro del Dicasterio de las Causas de los Santos ad aliud quinquennium.
En noviembre de 2023, solicitó formalmente a la Santa Sede el nombramiento de un obispo coadjutor, señalando: “Lo que le he pedido al Papa es una ayuda”. En junio de 2024, surgieron rumores sobre Jesús Vidal Chamorro como posible candidato al cargo. Sin embargo, en septiembre del mismo año, la Santa Sede rechazó su petición.
El 3 de febrero de 2024, ingresó como capellán ad honorem de la Orden de Malta.
En febrero de 2025, presentó su renuncia como lo establece el Código de Derecho Canónico. El 27 de marzo del mismo año, el papa Francisco aceptó su renuncia como obispo de Córdoba, nombrado a su sucesor al mismo tiempo. Ejerció de administrador apostólico sede vacante hasta el 24 de mayo de 2025.
En la CEE es, desde marzo de 2024, miembro de la Comisión Episcopal para la Doctrina de la Fe y de la Subcomisión Episcopal para Relaciones Interconfesionales y Diálogo Interreligioso. Anteriormente, ha sido miembro de las Comisiones Episcopales para las Misiones y Cooperación con las Iglesias (2020-2024); de Patrimonio Cultural (2014-2020); de Relaciones Interconfesionales (2011-2014); y de Seminarios y Universidades (2011-2014). También es miembro de la Congregación para el Rito Hispano-Mozárabe, y fue presidente de la «Junta San Juan de Ávila, Doctor de la Iglesia».[cita requerida]
Es defensor de la misa bajo el rito extraordinario la cual ha celebrado varias veces

## Controversias
Durante la celebración de la misa de la Sagrada Familia el 26 de diciembre de 2010 en la Mezquita-catedral de Córdoba, Fernández pronunció una homilía en la que condenaba abiertamente las causas que, a su juicio, amenazan el esquema tradicional de la familia cristiana, centrándose fundamentalmente en cuestiones como el aborto o el divorcio. De su plática trascendió a los medios de comunicación una afirmación que el obispo atribuyó al cardenal Ennio Antonelli, según la cual «la Unesco tiene programado para los próximos veinte años que la mitad de la población sea homosexual». Criticaba así la supuesta implantación a través de diversos programas educativos promovidos por el organismo de la ONU de una «ideología de género» que permitiría a las personas elegir su sexo sin tener en cuenta la realidad biológica.

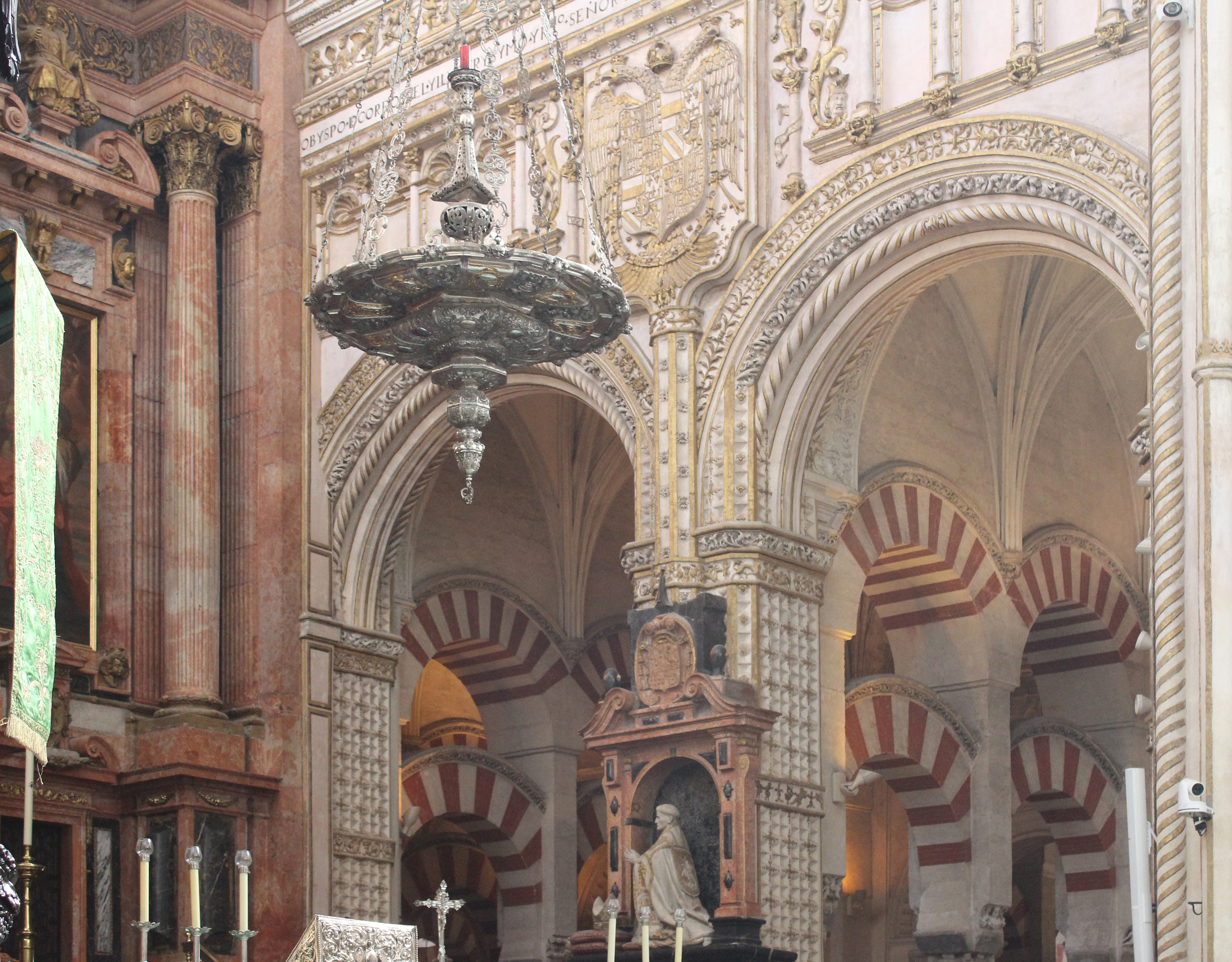
Arcos cristianos y arcos islámicos de la catedral cordobesa.

Demetrio Fernández ha sido criticado por otras controversias, como cuando afirmó en 2011 que la fecundación in vitro se trataba de un «aquelarre científico», o cuando declaró en enero de 2017 que la Mezquita de Córdoba no era arte musulmán, sino bizantino, declaración que fue desmentida por expertos en arte e historia. Asimismo, en julio de 2020 criticó la celebración del homenaje de Estado en honor a la víctimas del COVID-19 debido a que no fue un acto católico y acusó de «silenciar a Dios». Con motivo de la celebración de San Valentín en 2021, declaró que «la constitución del ser humano es emparentarse varón y mujer para formar nuevas familias, en las que nacen hijos».

## Obras
- Cristocentrismo de Juan Pablo II. Publicado por I.T. San Ildefonso, 2003. ISBN 84-932535-6-1, ISBN 978-84-932535-6-1
- Gonzalo Ruiz de Toledo, señor de Orgaz: (1323) Publicado por I.T. San Ildefonso, 2003 ISBN 84-932535-8-8, ISBN 978-84-932535-8-5
- José Rivera Ramírez, un sacerdote diocesano. Publicado por I.T. San Ildefonso, 2004. ISBN 84-933362-9-7, ISBN 978-84-933362-9-5